# Гурвич, Саул Исраэль
Саул Исраэль Гурвич ( 14 сентября 1861, Уваровичи, Могилёвская губерния — 10 августа 1922, Берлин) — еврейский писатель, переводчик и литературный критик. Троюродный брат С. Дубнова. Отец Э. Гурвича.

## Биография
Родился в семье богатого арендатора и торговца лесом Беньямина Файвиша Гурвича. Был преуспевающим купцом и банкиром. После революции 1905 года переехал в Берлин. Вернувшись в 1914 году в Россию, потерял своё состояние и после долгих страданий вернулся в Берлин в 1921 году. Здесь он был заметной фигурой среди писателей—эмигрантов, где писал о средневековой и современной еврейской литературе. Совместно с Х.Бяликом руководил издательством «Келал». Был среди основателей и руководителем организации за возрождение иврита и еврейской культуры «Хистадрут Иврит».
Свою литературную деятельность начал в 1881 с сотрудничества в еврейских периодических изданиях «Ха-Мелиц» и «Рассвет». В 1884 перевёл произведения М. Гесса «Рим и Иерусалим» на иврит для журнала «Ха-Магид». Наиболее значимые его очерки об Иуде Галеви, хасидизме, гаскале были собраны в книге «Откуда и куда?» (Берлин, 1914).
Младший брат — правовед и сионистский деятель Лев Вениаминович Гурвич.

## Произведения
- «ציון לנפש : רבנו נחמן הכהן קראָחמאל»
- «העבריה והיהודיה» («Еврейка и иудаизм»)
- «К вопросу о существовании иудаизма» (1904)
- «העתיד» («Будущее», т.1–5, 1908–14; т.6, Берлин, 1926)
- «ר' יהודה הלוי : בתור פלוסוף דתי ובתור משורר»
- «החסידות וההשכלה»
- «ספר תורת חובות הלבבות»
- «מאין ולאין?»  («Откуда и куда?», Берлин, 1914)